# Escatole
L'escatole, o 3-metil-1H-indole, és un compost orgànic blanc cristal·lí lleugerament tòxic que pertany a la família dels indoles. Es presenta de manera natural a la femta (es produeix a partir del triptòfan en el tracte digestiu dels mamífers) i en el quitrà d'hulla i té un fort olor fecal. En concentració baixa té una olor floral i es troba en diverses flors i olis essencials. Es fa servir com fragància i fixador de perfums en molts perfums. El seu nom deriva de l'arrel grega skato- que significa "femta". L'escatol va ser descobert l'any 1877 pel metge alemany Ludwig Brieger (1849–1919). L'escatol també es fa servir en les forces armades dels Estats Units com malodorant.